# 에르드구

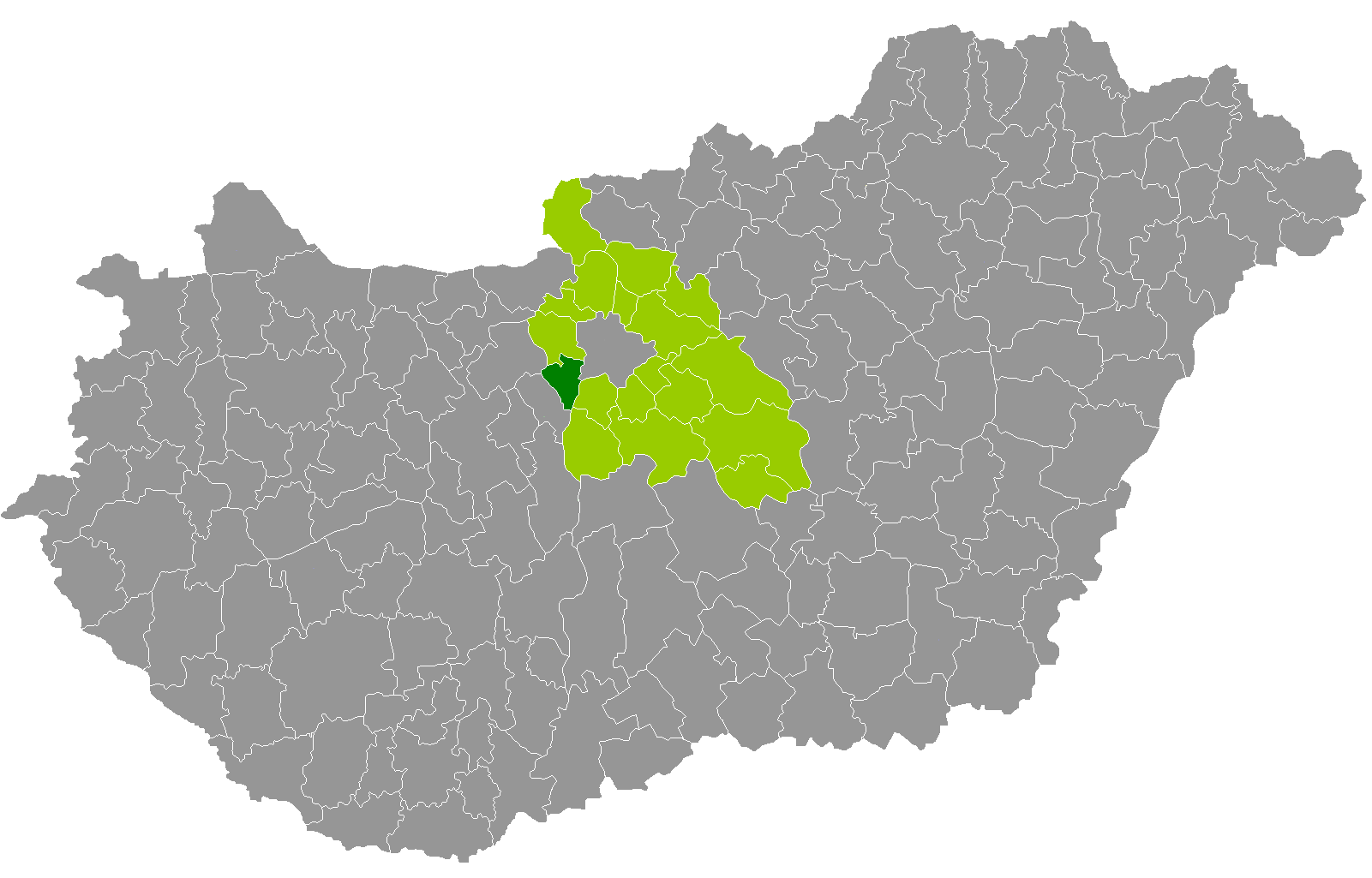
페슈트주 지도에 표시된 에르드구의 위치

에르드구(헝가리어: Érdi járás)는 헝가리 페슈트주에 위치한 구로 구청 소재지는 에르드이며 면적은 184.29km2, 인구는 116,510명(2011년 기준), 인구 밀도는 632명/km2이다.
북쪽으로는 부더케시구, 동쪽으로는 부다페스트, 시게트센트미클로시구, 남쪽으로는 라츠케베구, 남서쪽으로는 페예르주 머르톤바샤르구, 북서쪽으로는 페예르주 비치케구와 접한다. 7개 지방 자치체(1개 도시주, 3개 시, 3개 마을)를 관할한다.

구 문장